# Daily News (Thaïlande)
Pour les articles homonymes, voir Daily News.
Le Daily News (เดลินิวส์) est un journal thaïlandais en langue thaï fondé en 1964 par l'entrepreneur d'origine chinoise Saeng Hetrakul (Sang Hetrakul). Son siège se trouve dans le district de Phaya Thai à Bangkok.
Le Daily News est devenu un très célèbre quotidien avec sa série d'articles sur les 103 maîtresses du maréchal Sarit Thanarat, premier ministre décédé quelques années plus tôt. Il jouit d'une immense popularité chez les petits commerçants et artisans de Bangkok.
C'est le 2ème quotidien le plus diffusé en Thaïlande après Thai Rath avec 850 000 exemplaires publiés par jour,.

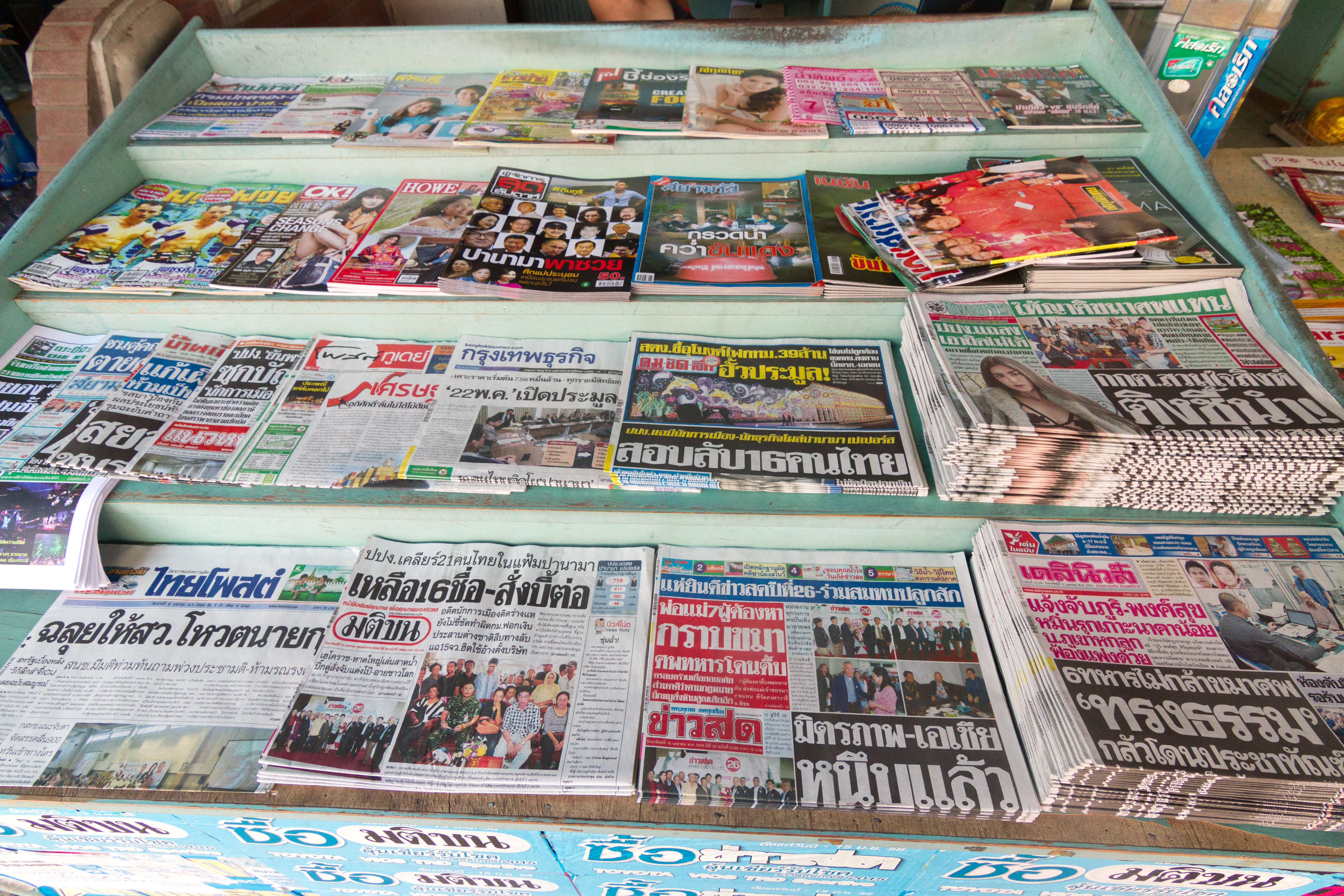
Stand de journaux. Au premier plan, de gauche à droite : Thai Post, Matichon, Khao Sot et Daily News. Au deuxième plan, Post Today et Krungthep Turakij (au centre) et Thai Rath (à droite)

Son prix est 10 Bahts.